# Margret Maria Baltes
Margret Maria Baltes (geb. Labouvie, * 8. März 1939 in Dillingen/Saar; † 28. Januar 1999 in Berlin) war eine deutsche Psychologin und Gerontologin.
Margret Baltes studierte an den Universitäten Freiburg (1958–59) und Saarbrücken (1959–63). An letzterer erhielt sie 1963 ihren Abschluss in Psychologie (M.A.). Nach Tätigkeiten als Klinische Psychologin und Forschungsassistentin in den Jahren von 1964 bis 1969 promovierte sie von 1969 bis 1973 an der West Virginia University in Experimenteller Psychologie.
Von 1973 bis 1980 war sie zunächst als Assistant Professor, ab 1978 als Associate Professor am College of Human Development der Pennsylvania State University tätig. Nach einer Gastprofessur in der Abteilung für Gerontopsychiatrie der Freien Universität Berlin (1980–84), wurde sie dort 1984 Professorin für Psychologische Gerontologie am Institut für Psychologie. Sie war mit dem Psychologen und Altersforscher Paul B. Baltes verheiratet. Gemeinsam erhielten sie 2000 den Longevity Prize der IPSEN Foundation.